# تپه ورکه رود
تپه ورکه رود در استان قزوین، شهرستان تاکستان، بخش ضیاآباد، روستای ورکه رود واقع شده و این اثر در تاریخ ۲۵ اسفند ۱۳۸۰ با شمارهٔ ثبت ۵۵۹۵ به‌عنوان یکی از آثار ملی ایران به ثبت رسیده است.